# San Nicolás del Puerto
San Nicolás del Puerto is een gemeente in de Spaanse provincie Sevilla in de regio Andalusië met een oppervlakte van 44,93 km². San Nicolás del Puerto telt 590 inwoners (1 januari 2016).

## Demografische ontwikkeling
Bron: INE, 1857-2011: volkstellingen

## Geboren te San Nicolás del Puerto
- Didacus van Alcalá (1400-1463), Spaans heilige